# Orthostigma sibiricum
Orthostigma sibiricum är en stekelart som först beskrevs av Telenga 1933.  Orthostigma sibiricum ingår i släktet Orthostigma och familjen bracksteklar. Inga underarter finns listade i Catalogue of Life.